# 19ª edizione dei Satellite Awards
I premi della 19ª edizione dei Satellite Awards sono stati consegnati il 15 febbraio 2015 a Los Angeles, California.
Le nomination sono state annunciate il 1º dicembre 2014.

## Vincitori e candidati
I vincitori verranno indicati in grassetto

### Cinema

#### Miglior film
- Birdman
- La teoria del tutto (The Theory of Everything)
- Whiplash
- The Imitation Game
- Turner (Mr. Turner)
- Selma - La strada per la libertà (Selma)
- L'amore bugiardo - Gone Girl (Gone Girl)
- I toni dell'amore - Love Is Strange (Love Is Strange)
- Boyhood
- Grand Budapest Hotel (The Grand Budapest Hotel)

#### Miglior attore
- Michael Keaton - Birdman
- Benedict Cumberbatch - The Imitation Game
- Eddie Redmayne - La teoria del tutto (The Theory of Everything)
- Jake Gyllenhaal - Lo sciacallo - Nightcrawler (Nightcrawler)
- Miles Teller - Whiplash
- Steve Carell - Foxcatcher
- David Oyelowo - Selma - La strada per la libertà (Selma)

#### Miglior attrice
- Julianne Moore - Still Alice
- Rosamund Pike - L'amore bugiardo - Gone Girl (Gone Girl)
- Anne Dorval - Mommy
- Felicity Jones - La teoria del tutto (The Theory of Everything)
- Gugu Mbatha-Raw - La ragazza del dipinto (Belle)
- Reese Witherspoon - Wild
- Marion Cotillard - Due giorni, una notte (Deux jours, une nuit)

#### Miglior attore non protagonista
- J.K. Simmons - Whiplash
- Edward Norton - Birdman
- Ethan Hawke - Boyhood
- Mark Ruffalo - Foxcatcher
- Robert Duvall - The Judge
- Andy Serkis - Apes Revolution - Il pianeta delle scimmie (Dawn of the Planet of the Apes)

#### Miglior attrice non protagonista
- Patricia Arquette - Boyhood
- Emma Stone - Birdman
- Keira Knightley - The Imitation Game
- Laura Dern - Wild
- Tilda Swinton - Snowpiercer
- Katherine Waterston - Vizio di forma (Inherent Vice)

#### Miglior regista
- Richard Linklater - Boyhood
- Alejandro González Iñárritu - Birdman
- Damien Chazelle - Whiplash
- David Fincher - L'amore bugiardo - Gone Girl (Gone Girl)
- Morten Tyldum - The Imitation Game
- Ava DuVernay - Selma - La strada per la libertà (Selma)

#### Miglior sceneggiatura originale
- Dan Gilroy - Lo sciacallo - Nightcrawler (Nightcrawler)
- Paul Webb - Selma - La strada per la libertà (Selma)
- Alejandro González Iñárritu, Alexander Dinelaris, Armando Bo, Nicolas Giabone - Birdman
- Richard Linklater - Boyhood
- Ira Sachs, Mauricio Zacharias - I toni dell'amore - Love Is Strange (Love Is Strange)
- Christopher Miller, Phil Lord - The LEGO Movie

#### Miglior sceneggiatura non originale
- Graham Moore - The Imitation Game
- Paul Thomas Anderson - Vizio di forma (Inherent Vice)
- Gillian Flynn - L'amore bugiardo - Gone Girl (Gone Girl)
- Anthony McCarten - La teoria del tutto (The Theory of Everything)
- Jason Hall - American Sniper
- Cheryl Strayed, Nick Hornby - Wild

#### Miglior film d'animazione o a tecnica mista
- La canzone del mare (Song of the Sea)
- Big Hero 6
- Boxtrolls - Le scatole magiche (The Boxtrolls)
- The LEGO Movie
- Wrinkles
- Il libro della vita (The Book of Life)
- Dragon Trainer 2 (How to Train Your Dragon 2)

#### Miglior fotografia
- Dick Pope - Turner (Mr. Turner)
- Hoyte van Hoytema - Interstellar
- Emmanuel Lubezki - Birdman
- Robert Elswit - Vizio di forma (Inherent Vice)
- Benoît Delhomme - La teoria del tutto (The Theory of Everything)
- Jeff Cronenweth - L'amore bugiardo - Gone Girl (Gone Girl)

#### Miglior costumi
- Milena Canonero - Grand Budapest Hotel (The Grand Budapest Hotel)
- Anushia Nieradzik - La ragazza del dipinto (Belle)
- Colleen Atwood - Into the Woods
- Anna B. Sheppard - Maleficent
- Michael Wilkinson - Noah
- Anais Romand - Saint Laurent

#### Miglior montaggio
- Stan Salfas, William Hoy - Apes Revolution - Il pianeta delle scimmie (Dawn of the Planet of the Apes)
- Sandra Adair - Boyhood
- Gary Roach, Joel Cox - American Sniper
- Douglas Crise, Stephen Mirrione - Birdman
- William Goldenberg - The Imitation Game
- Dody Dorn, Jay Cassidy - Fury

#### Miglior colonna sonora
- Antonio Sánchez - Birdman
- Alexandre Desplat - The Imitation Game
- Thomas Newman - The Judge
- Steven Price - Fury
- Hans Zimmer - Interstellar
- Atticus Ross, Trent Reznor - L'amore bugiardo - Gone Girl (Gone Girl)

#### Miglior canzone originale
- We Will Not Go - Virunga
- Everything is Awesome - The LEGO Movie
- I'm Not Gonna Miss You - Glen Campbell: I'll Be Me
- Split the Difference - Boyhood
- I'll Get What You Want - Muppets 2 - Ricercati
- What Is Love - Rio 2

#### Miglior scenografia
- Adam Stockhausen, Anna Pinnock, Stephan Gessler - Grand Budapest Hotel (The Grand Budapest Hotel)
- George DeTitta Jr., Kevin Thompson, Stephen H. Carter - Birdman
- Andrew Menzies, Peter Russell - Fury
- Debra Schutt, Mark Friedberg - Noah
- Dylan Cole, Frank Walsh, Gary Freeman - Maleficent
- Maria Djurkovic, Nick Dent - The Imitation Game

#### Miglior suono
- Ben Wilkins, Craig Mann, Thomas Curley - Whiplash
- Craig Henighan, Ken Ishii, Skip Lievsay - Noah
- Erik Aadahl, Ethan Van Der Ryn, Peter J. Devlin - Transformers 4 - L'era dell'estinzione (Transformers: Age of Extinction)
- Anna Behlmer, Mark Holding, Taeyoung Choi, Terry Porter - Snowpiercer
- Blake Leyh, John Casali, Michael Keller, Michael Prestwood Smith, Renee Tondelli  - Into the Woods
- Ren Klyce, Steve Cantamessa - L'amore bugiardo - Gone Girl (Gone Girl)

#### Migliori effetti visivi
- Dan Lemmon, Joe Letteri, Matt Kutcher - Apes Revolution - Il pianeta delle scimmie (Dawn of the Planet of the Apes)
- Eric Durst - Snowpiercer
- Stephane Ceretti - Guardiani della Galassia (Guardians of the Galaxy)
- Andrew Lockley, Ian Hunter, Paul Franklin, Scott Fisher - Interstellar
- Ben Snow, Burt Dalton, Dan Schrecker, Marc Chu - Noah
- John Frazier, Patrick Tubach, Scott Benza, Scott Farrar - Transformers 4 - L'era dell'estinzione (Transformers: Age of Extinction)

#### Miglior film straniero
- Tangerines (Mandariinid) • Estonia
- Little England • Grecia
- Viviane (Gett: The Trial of Viviane Amsalem) • Israele
- Ida • Polonia
- Forza maggiore (Force majeure) • Svezia
- Leviathan • Russia
- Mommy • Canada
- Timbuktu • Mauritania
- Storie pazzesche (Relatos salvajes) • Argentina
- Due giorni, una notte (Deux jours, une nuit) • Belgio

#### Miglior documentario
- Citizenfour
- Red Army
- Afternoon of a Faun: Tanaquil Le Clercq
- Art and Craft
- Finding Vivian Maier
- Glen Campbell: I'll Be Me
- Jodorowsky's Dune
- Keep On Keepin' On
- Magician: The Astonishing Life and Work of Orson Welles
- Virunga

### Televisione

#### Miglior serie drammatica
- The Knick
- The Affair
- Fargo
- Halt and Catch Fire
- House of Cards - Gli intrighi del potere (House of Cards)
- The Fall - Caccia al serial killer (The Fall)
- Hannibal
- True Detective

#### Miglior serie commedia o musicale
- Transparent
- Alpha House
- Louie
- Orange Is the New Black
- Silicon Valley
- The Big Bang Theory
- Veep - Vicepresidente incompetente (Veep)
- Brooklyn Nine-Nine

#### Miglior serie tv di genere
- Penny Dreadful
- The Leftovers - Svaniti nel nulla (The Leftovers)
- American Horror Story
- Il Trono di Spade (Game Of Thrones)
- Grimm
- Sleepy Hollow
- The Strain
- The Walking Dead

#### Miglior miniserie
- Olive Kitteridge
- 24: Live Another Day
- Endeavour
- Fleming - Essere James Bond (Fleming: The Man Who Would Be Bond)
- Happy Valley
- The Honourable Woman
- The Spoils of Babylon
- The Roosevelts: An Intimate History
- Sherlock

#### Miglior film per la televisione
- Return to Zero
- The Trip to Bountiful on Broadway
- The Normal Heart
- Turks & Caicos
- The Gabby Douglas Story

#### Miglior attore in una serie drammatica
- Clive Owen - The Knick
- Billy Bob Thornton - Fargo
- Charlie Hunnam - Sons of Anarchy
- Lee Pace - Halt and Catch Fire
- Martin Freeman - Fargo
- Mads Mikkelsen - Hannibal
- Michael Sheen - Masters of Sex
- Woody Harrelson - True Detective

#### Miglior attore in una serie commedia o musicale
- Jeffrey Tambor - Transparent
- Jim Parsons - The Big Bang Theory
- John Goodman - Alpha House
- Thomas Middleditch - Silicon Valley
- William H. Macy - Shameless
- Louis C.K. - Louie

#### Miglior attore in una miniserie o film per la televisione
- Mark Ruffalo - The Normal Heart
- David Suchet - Poirot (Agatha Christie's Poirot)
- Dominic Cooper - Fleming - Essere James Bond (Fleming: The Man Who Would Be Bond)
- Kiefer Sutherland - 24: Live Another Day
- Stephen Rea - The Honourable Woman
- Richard Jenkins - Olive Kitteridge

#### Miglior attrice in una serie drammatica
- Keri Russell - The Americans
- Eva Green - Penny Dreadful
- Gillian Anderson - The Fall - Caccia al serial killer (The Fall)
- Julianna Margulies - The Good Wife
- Lizzy Caplan - Masters of Sex
- Robin Wright - House of Cards - Gli intrighi del potere (House of Cards)
- Ruth Wilson - The Affair
- Tatiana Maslany - Orphan Black

#### Miglior attrice in una serie commedia o musicale
- Mindy Kaling - The Mindy Project
- Taylor Schilling - Orange Is the New Black
- Zooey Deschanel - New Girl
- Edie Falco - Nurse Jackie - Terapia d'urto (Nurse Jackie)
- Emmy Rossum - Shameless
- Julia Louis-Dreyfus - Veep - Vicepresidente incompetente (Veep)

#### Miglior attrice in una miniserie o film per la televisione
- Frances McDormand - Olive Kitteridge
- Kristen Wiig - The Spoils of Babylon
- Cicely Tyson - The Trip to Bountiful on Broadway
- Sarah Lancashire - Happy Valley
- Maggie Gyllenhaal - The Honourable Woman

#### Miglior attore non protagonista in una serie, miniserie o film per la televisione
- Rory Kinnear - Penny Dreadful
- Matt Bomer - The Normal Heart
- Peter Dinklage - Il Trono di Spade (Game Of Thrones)
- Christopher Eccleston - The Leftovers - Svaniti nel nulla (The Leftovers)
- André Holland - The Knick
- Jimmy Smits - Sons of Anarchy

#### Miglior attrice non protagonista in una serie, miniserie o film per la televisione
- Sarah Paulson - American Horror Story
- Ann Dowd - The Leftovers - Svaniti nel nulla (The Leftovers)
- Allison Tolman - Fargo
- Michelle Monaghan - True Detective
- Nicola Walker - Last Tango in Halifax
- Zoe Kazan - Olive Kitteridge

## Riconoscimenti speciali

### Mary Pickford Award
- Ellen Burstyn

### Auteur Award
- Martyn Burke

### Nikola Tesla Award
- Industrial Light & Magic

### Independent Producer of the Year Award
- Shlomi Elkabetz

### Newcomer Award
- Antoine Olivier Pilon

### Humanitarian Award
- Sebastian Junger

### Miglior cast in un film
- Into the Woods

### Miglior cast in una serie televisiva
- The Knick